# Dylan Newbery
Dylan Newbery (10 maart 1994) is een Australisch wielrenner die anno 2018 rijdt voor Mobius BridgeLane.

## Carrière
In 2016 behaalde Newbery zijn eerste UCI-overwinning door de eerste etappe van de Ronde van Singkarak op zijn naam te schrijven. De leiderstrui die hij hieraan overhield verloor hij na de derde etappe aan Ricardo García.

## Overwinningen
2016
1e etappe Ronde van Singkarak
2018
Bergklassement New Zealand Cycle Classic

## Ploegen
- 2015 –  Data#3 Symantec Racing Team p/b Scody (vanaf 1-10)
- 2016 –  Data#3 Cisco Racing Team p/b Scody
- 2018 –  Mobius BridgeLane

Allen · Bridgwood · Cupitt · Evers · Grunke · Hubbard · Irvine · Jory · Melville · Mowatt · Newbery · Spurrell · R.Thomas · S.Thomas · Volkers · Williams
Berends · Coyle · Donohoe · A. Evans · B. Evans · Kergozou · Livingstone · Lyons · Murtagh · Newbery · Reynolds